# Raudales
Raudales är en ort i Mexiko.   Den ligger i kommunen Othón P. Blanco och delstaten Quintana Roo, i den östra delen av landet, 1 100 km öster om huvudstaden Mexico City. Raudales ligger 7 meter över havet och antalet invånare är 245.
Terrängen runt Raudales är mycket platt. Runt Raudales är det glesbefolkat, med 16 invånare per kvadratkilometer. Närmaste större samhälle är Bacalar, 15,0 km väster om Raudales. I omgivningarna runt Raudales växer i huvudsak städsegrön lövskog.